# Santecilla (Vizcaya)
Santecilla es una entidad de población española del municipio de Valle de Carranza, perteneciente a la provincia de Vizcaya, en la comunidad autónoma del País Vasco.

## Historia
Hacia mediados del siglo XIX, el lugar, ya por entonces perteneciente al ayuntamiento de Valle de Carranza, tenía contabilizada una población de treinta habitantes. Aparece descrito en el decimotercer volumen del Diccionario geográfico-estadístico-histórico de España y sus posesiones de Ultramar de Pascual Madoz con las siguientes palabras:

SANTECILLA: l. del valle de Carranza (V.). en la prov. de Vizcaya, part. jud. de Valmaseda; tiene una parr. dedicada á Sta. Cecilia y servida por un beneficiado que nombra el ob. de Santander; una ermita con la advocacion de San Antonio, y 30 vecinos.
(Madoz, 1849, p. 810)

En 2022, tenía empadronados 42 habitantes.

## Patrimonio
Hay en el lugar una iglesia de San Cipriano y una ermita de San Antonio Abad.